# Exocentrus tectonae
Exocentrus tectonae är en skalbaggsart som beskrevs av Fisher 1934. Exocentrus tectonae ingår i släktet Exocentrus och familjen långhorningar. Inga underarter finns listade i Catalogue of Life.